# Mayra Mendoza
Mayra Soledad Mendoza (Quilmes, 26 de noviembre de 1983) es una política argentina y militante del Partido Justicialista. Se desempeñó como diputada de la Nación Argentina desde 2011 hasta 2019 y desde 2019 es la intendenta del partido de Quilmes por el Frente de Todos, en 2023 obtuvo la reelección por la coalición Unión por la Patria.

## Biografía
De familia radical, en su adolescencia dictaba clases de apoyo en un comedor comunitario de su localidad. Comenzó a formar parte de la agrupación La Cámpora desde su creación en 2006, llegando en 2011 a ser la única mujer en la mesa de conducción nacional. Previamente, en junio de 2008, había sido nombrada como secretaria de organización. También participó en la construcción de la Juventud Peronista de la provincia de Buenos Aires. En 2010 abrió una unidad básica en su localidad.Su primer empleo en la política fue junto a Oscar Batallés, un concejal de Quilmes. Luego se desempeñó como asesora del senador radical José Eseverri, sumándose allí al espacio Compromiso K. Luego trabajó en el Hipódromo de Palermo y en la Municipalidad de Zárate. También se ha desempeñado como secretaria de la Mujer en el Partido Justicialista.A mediados de 2009 fue nombrada gerente de Relaciones Institucionales de la ANSES. En diciembre de 2011 asumió como diputada nacional por la provincia de Buenos Aires. Fue reelegida en 2015, asumiendo con su hija en brazos y jurando por Néstor, Cristina Kirchner y los «empoderados». En el Congreso fue vicepresidenta primera de la comisión de Defensa del Consumidor, del Usuario y de la Competencia, secretaria en la comisión de Prevención de Adicciones y Control del Narcotráfico y vocal en las comisiones de Deportes; Derechos Humanos y Garantías; Libertad de Expresión; Mercosur; Peticiones, Poderes y Reglamento; Vivienda y Ordenamiento Urbano; y de la Administración de la Biblioteca del Congreso.El 1 de marzo de 2016, durante el discurso de apertura de sesiones del Congreso hecho por Mauricio Macri, Mendoza le gritó pidiéndole que respetase al pueblo, en reclamación por las medidas económicas y el despido de trabajadores estatales.El 21 de diciembre del mismo año, en San Salvador de Jujuy, al intentar ingresar a una audiencia pública de Milagro Sala junto con otros políticos, fue golpeada por la Policía de la Provincia de Jujuy. En redes sociales y los medios se publicó la imagen de un oficial ahorcándola. Luego fue arrojada al suelo. Había viajado hasta allí una delegación de 30 legisladores nacionales, provinciales, referentes sindicales y de derechos humanos, entre ellos, Eduardo de Pedro, Carlos Tomada, Mariano Recalde y el premio Nobel de la Paz, Adolfo Pérez Esquivel. En el mismo sitio fue detenido el presidente del Concejo Deliberante del Partido de Hurlingham, Martín Rodríguez Alberti.
En 2019 se postuló como candidata a la intendencia de Quilmes por el Frente de Todos, que en las elecciones primarias de agosto de 2019 se presentó con 6 listas que totalizaron el 51,68 % de los votos y superaron por más de 20 puntos a Martiniano Molina, candidato de Juntos por el Cambio que buscaba su reelección. Mayra Mendoza a su vez obtuvo el 54,21 % de los votos dentro de su espacio. El 27 de octubre resultó elegida con el 49,82 % de los votos, por delante de Molina que obtuvo el 42,91 %, convirtiéndose en la primera mujer en gobernar el distrito.En 2023 logró la reelección como intendenta de Quilmes por Unión por la Patria, obtuvo el 50,84 % de los votos contra Martiniano Molina de Juntos por el Cambio.

## Historial electoral
|  | 57,10 % |

|  | 37,28 % |

|  | 49,82 % |

|  | 50,84 % |

## Controversias
Desde su asunción se dieron distintas fake news contra Mendoza. Entre ellas, en el año 2023 se denunció que un grupo de «trolls» del macrismo inventaba fake news sobre un supuesto viaje a Catar mientras Mendoza se hallaba en Quilmes. Al mismo tiempo se denunció la difusión de unas imágenes publicadas por el canal TN sobre supuestas protestas de vecinos contra Mayra Mendoza que en realidad eran de Chile durante el estallido social en el gobierno de Sebastián Piñera al que se sumó la diputada nacional Mónica Frade. 
En 2023, el youtuber de La Libertad Avanza,Eduardo Prestofelippo, conocido como El Presto, lanzaría varias amenazas de muerte contra la intendenta y su familia. En 2015, ante la elección de Mendoza, enunció que debía "irse escupiendo sangre" de la intendencia de Quilmes. Días después apareció una bala en forma de amenaza en el edificio donde residía Mendoza.
En 2021 una nota difundida por el Grupo Clarín y el programa de noticias Telenoche, sobre supuestas obras paralizadas por Mendoza, que en cuestión habían sido paralizadas por la gestión de María Eugenia Vidal un año antes que Mendoza asuma como intendenta.En 2022 círculo una nueva noticia falsa sobre la utilización de recursos del municipio para irse de vacaciones, a través de fotos trucadas y alteradas digitalmente.